# بليكيون (باد كاليه)
بليكيون، باد كاليه (بالفرنسية: Bléquin)‏ هي بلدية تقع في إقليم باد كاليه من منطقة نور با دو كاليه في شمال فرنسا. تبلغ مساحة هذه المدينة 8.69 (كم²)، وترتفع عن سطح البحر 115 م، يبلغ عدد سكانها 404 نسمة حسب إحصاء المعهد الوطني للإحصاء والدراسات الاقتصادية سنة 2009 م. وترأس Gérard Denquin البلدية خلال فترة (2008-2014).